# Trochalus aruensis
Trochalus aruensis är en skalbaggsart som beskrevs av Louis Burgeon 1944. Trochalus aruensis ingår i släktet Trochalus och familjen Melolonthidae. Inga underarter finns listade i Catalogue of Life.